# Алматинский областной историко-краеведческий музей имени М. Тынышпаева
Алматинский областной историко-краеведческий музей им. Тынышпаева был открыт 1 марта 1974 года. Назван в честь Мухамеджана Тынышпаева — видного казахского общественного деятеля, премьер-министра Туркестанской автономии и депутата.

## Местонахождение
Казахстан, Алматинская область, г. Талдыкорган, ул. Абая 245.

## Описание
В фонде музея насчитывается 24 636 предметов музейного значения, из них 10 919 предметов относятся к основному фонду и 13 717 предметов к вспомогательному. Общая площадь музея 1457 кв. метров, экспозиция занимает 1091 кв. метр. Среди экспонатов находятся археологические находки Жетысу, музыкальные инструменты, предметы утвари, рукописи и т. п. Целью музея является исследование, сбор, хранение и просвещение археологическими предметами. Музей состоит из пяти залов и шести экспозиций:
- «Природа Жетысу»
- «Древняя и средневековая история края»
- «Быт и культура казахского народа»
- «Жетысу в советский период»
- «Независимый Казахстан»

В экспозициях отображена местная флора и фауна; ландшафтные зоны; диорамы озёр; предметы эпох камня, бронзы, железа и средневековья; диорамный показ «жайляу»; жизнь и деятельность М. Тынышпаева; декабрьские события 1986 года, которые стали первым шагом к становлению независимого Казахстана; карты заповедников и охотничьих хозяйств.